# 伊沃·萨纳德
伊沃·薩納德（1953年6月8日— ），克羅地亞共和国前任总理，於2010年12月10日因濫用職權被克羅地亞內務部通緝，其後於奧地利的一條公路上被捕。2014年3月，以非法侵吞国有资产罪判处前总理伊沃·萨纳德9年徒刑。

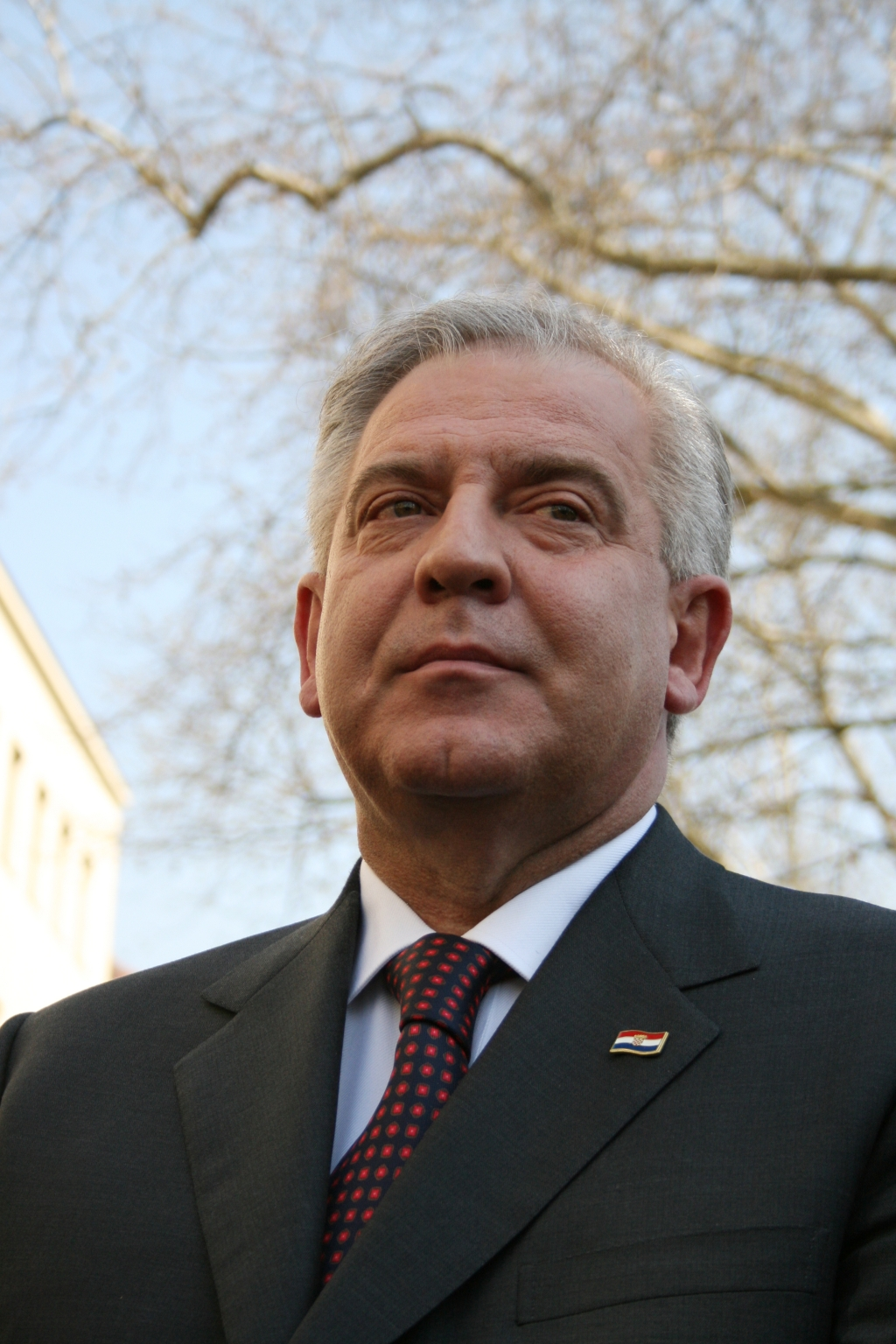
2009年

## 简历
- 1953年6月8日生于克罗地亚的斯普利特市。
- 毕业于奥地利因斯布鲁克大学比较文学和古罗马语言文化专业，并获博士学位。
- 1992年当选为克罗地亚共和国议会代表院议员。
- 1992年至1993年任克罗地亚科技部长。
- 1993年至1995年任克罗地亚外交部副部长。
- 1995年至1996年任总统办公厅主任、国防和国家安全委员会秘书长。
- 1996年至2000年间第二次出任克罗地亚外交部副部长。
- 2000年当选为克罗地亚议会议员并担任外交委员会副主席。
- 2000年4月当选为克羅地亞民主聯盟主席，2002年连任至今。
- 2003年12月出任克罗地亚总理。
- 2009年7月1日：辭任克羅地亞總理，並宣布退出政壇。

## 备注
伊沃·薩納德曾于2005年5月26日至5月30日对中华人民共和国进行过正式访问。